# Råby-Rekarne landskommun
Råby-Rekarne landskommun var en tidigare kommun i Södermanlands län.

## Administrativ historik
Kommunen inrättades i Råby-Rekarne socken i Västerrekarne härad i Södermanland när 1862 års kommunalförordningar började gälla den 1 januari 1863.
Landskommunen uppgick vid kommunreformen 1952 i Hällby landskommun vilken 1971 uppgick i Eskilstuna kommun.